# Corona del serpente
La Corona del Serpente (Serpent Crown) è un oggetto di potere mistico immaginario che appare nei fumetti statunitensi pubblicati dalla Marvel Comics. È stata creata dallo scrittore Roy Thomas e dall'artista Marie Severin, ed è apparsa per la prima volta in Prince Namor, The Sub-Mariner (Vol. 1) n. 9 (gennaio 1969).

## Proprietà
Nei fumetti, l'artefatto è raffigurato come una corona che ricorda un serpente arrotolato a sette teste. È fatto di un materiale sconosciuto. Le sembianze rappresentano un riferimento al malvagio ed esiliato demone/dio serpente a sette teste Set con cui la corona ha un legame mistico da cui trae i suoi poteri.
Questi poteri conferiscono varie abilità a chi la indossa, che possono comprendere una forza sovrumana, il potere di leggere e controllare le menti degli altri, il potere di far levitare se stessi e/o altre persone e oggetti, la capacità di lanciare illusioni, il potere di proiettare fulmini distruttivi di energia mistica e persino la capacità mentale di manipolare materia ed energia.
Tuttavia, l'uso della corona di solito porta chi la indossa a cadere sotto il dominio mentale di Set, che poi fa eseguire all'indossatore vari compiti che aiuterebbero a facilitare il suo ritorno fisico nella dimensione terrestre.

## Trama

### Storia antica della corona
Sebbene la prima apparizione della corona sia avvenuta nel 1969 in Prince Namor, The Sub-Mariner (Vol. 1) n. 9, ambientato in epoca contemporanea, varie storie successive hanno ampliato e sviluppato la sua storia precedente nell'Universo Marvel.
Nella preistoria della Terra dell'Universo Marvel, Set si è esiliato dalla dimensione terrestre e ha usato la propria influenza per generare una razza di esseri rettiliani, umanoidi e senzienti che sono diventati noti come gli Uomini Serpente.
Gli Uomini Serpente sono raffigurati come una razza che adora devotamente Set ed è in costante conflitto con la razza umana. Con lo sviluppo delle società umane, gli Uomini Serpente hanno iniziato a vacillare e alla fine la loro razza si è ridotta quando Re Kull è diventato sovrano di Valusia e ha lanciato una campagna contro di loro.
Cinque secoli dopo l'epoca di Kull, con il loro numero in ulteriore diminuzione, un gruppo di Uomini Serpente si allea con alcuni alchimisti umani della Lemuria pre-cataclismatica dominata dai Devianti per creare la Corona del Serpente, un dispositivo che dà loro accesso ad alcuni degli enormi poteri mistici del loro "dio" Set. Tuttavia, proprio quando gli alchimisti e gli Uomini Serpente stanno per sfruttare il potere della Corona, si verifica il Grande Cataclisma, un disastro naturale mondiale che causa l'affondamento sia di Atlantide che di Lemuria e porta alla morte della maggior parte degli Uomini Serpente sopravvissuti e alla perdita della Corona del Serpente per secoli.
È stato mostrato anche un oggetto mistico con molte somiglianze con la Corona del Serpente - la "Corona del Cobra" -  esistito durante l'Era hyboriana che seguì il Grande Cataclisma. Un seguace di Set chiamato Thoth-Amon si allea con alcuni Uomini Serpente sopravvissuti e brandisce brevemente questa seconda Corona. Un altro ricettacolo del vasto potere di Set, la Corona del Cobra consente anche a chi la indossa di controllare le menti degli altri. Tuttavia, il suo potere è molto inferiore rispetto alla Corona del Serpente, poiché le sue abilità alla fine si esauriscono e viene apparentemente distrutta durante il corso di un conflitto tra Thoth-Amon e Conan il Barbaro.

### La Corona nella Lemuria sommersa
Molti secoli dopo, la città sommersa di Lemuria diventa la casa di una razza di umanoidi che respirano sott'acqua chiamati Homo mermanus. Questi nuovi "Lemuriani" (a differenza degli Homo mermanus "atlantidei" che si stabilirono nell'Atlantide sommersa) alla fine scoprono la Corona del Serpente nelle rovine della città. L'imperatore dei Lemuriani, Naga, indossa la corona e cade rapidamente sotto l'influenza di Set.
L'aspetto fisico di Naga cambia a causa dell'esposizione alla corona, i lineamenti del suo viso diventano simili a quelli di un serpente e la sua pelle diventa squamosa e verde (rispetto al comune blu degli altri Homo mermanus). Converte il popolo lemuriano all'adorazione di Set e usa il suo potere per ottenere l'immortalità, governando il suo popolo per secoli. Attraverso il suo uso prolungato della corona, anche il colore e la consistenza della pelle della popolazione di Lemuria diventano verdi e squamosi nel tempo.
L'uso della corona da parte di Naga giunge al termine quando un ribelle di nome Piscatos gliela ruba mentre dorme. Piscatos e i suoi alleati fuggono quindi con essa in Antartide, dove sviluppano la propria civiltà, in seguito nota come "Antichi". Questa civiltà sviluppa poteri telepatici e, sebbene usi la Corona per vari scopi, riesce a sfuggire in gran parte al dominio di Set racchiudendo il copricapo in una sostanza sconosciuta che per un periodo di tempo impedisce a Set di controllare coloro che lo circondano.
Tuttavia, l'influenza maligna di Set alla fine si manifesta, con Piscatos che diviene finalmente un seguace del dio serpente, il che lo porta a causare (inconsapevolmente) una frana che pone fine alla civiltà degli Antichi. La Corona del Serpente rimane sepolta sotto il ghiaccio antartico fino al ventesimo secolo.

### "L'elmetto del potere"
Nel 1920 una spedizione antartica, guidata dal capitano Leonard McKenzie della rompighiaccio Oracle, scopre alcuni resti della civiltà degli Antichi. Uno dei membri della spedizione, Paul Destine (noto poi come Destino), scopre la Corona del Serpente (che è ancora mascherata dal suo rivestimento in una sostanza protettiva). Chiamandola "Elmo del Potere", Destine si mette la corona in testa e riceve immediatamente un enorme aumento dei suoi poteri psionici latenti e viene trasformato fisicamente in un uomo più forte e più grande di quanto non fosse in precedenza. Destine, che è ritenuto disperso dalla spedizione che è ripartita senza di lui, usa quindi parte dell'equipaggiamento dell'Antico per mettersi in animazione sospesa. Destine emerge da questo stato decenni dopo e i suoi poteri aumentano ulteriormente durante il suo periodo di stasi.
La corona appare nella sua forma originale, indossata da Lilia Calderu, regina degli Zingari, durante il periodo in cui Destine è in animazione sospesa.
La Corona appare poi in forma camuffata come "Elmo del Potere". Definendosi Destino, Paul Destine cerca di conquistare il mondo ed entra in conflitto con il figlio del capitano Mackenzie, Namor il Sub-Mariner. Destino continua ad attingere al potere della Corona per tutta la storia, anche se non viene mai mostrato cadere sotto l'influenza palese di Set, forse a causa della protezione sotto cui gli Antichi avevano posto la Corona secoli prima e (più probabilmente) il fatto che il concetto di Corona non era stato ancora completamente sviluppato dai creatori.

### Prima vera apparizione: la "riemersione" della Corona del Serpente
Dopo aver sconfitto Destine, Namor porta l'"Elmo del Potere" ad Atlantide. Il potere della Corona riesce a superare l'involucro protettivo dell'Antico, rivelando la sua vera forma e consentendo a Set di trasmettere ancora una volta la sua influenza attraverso di essa. Questa storia rappresenta la prima vera apparizione della Corona, sebbene fosse apparsa in una forma camuffata in precedenza e alcune apparizioni successive sono cronologicamente impostate come precedenti a questa.
Inizialmente la Corona prende il controllo della mente della consorte di Namor, Lady Dorma, e attraverso di lei l'intera popolazione di Atlantide cade sotto il suo controllo. Namor indossa quindi l'elmo e, attraverso la forza della sua volontà, sovverte l'influenza di Set, liberando così il suo popolo.
La Corona viene rubata e restituita dagli agenti lemuriani in possesso di Naga, che si scopre essere rimasto immortale nonostante la sua perdita della Corona secoli prima. Namor tenta di reclamare la Corona e sia Naga che la corona vengono gettati in un abisso sottomarino e creduti morti e distrutti.

### Le saghe supereroiche della Corona del serpente
La Corona ritorna, dopo essere stata recuperata da Krang, signore della guerra atlantidea, che la consegna al criminale sovrumano Viper II. Viper, leader della Squadra dei serpenti originale, rapisce quindi il presidente della Roxxon Oil, Hugh Jones, e gli mette la Corona in testa. Jones cade immediatamente sotto il controllo mentale di Set. Alla conclusione della trama la polizia e Capitan America interrompono il piano della Squadra e la Corona viene temporaneamente persa in una fogna sotterranea.
Viene mostrato che nell'universo alternativo in cui risiede il gruppo di supereroi Squadrone Supremo, la versione di quell'universo della Corona del serpente è riuscita a ottenere il controllo delle menti di molti dei leader delle più grandi corporazioni americane e persino del presidente di quell'America alternativa, Nelson Rockefeller. I Vendicatori della Terra dell'Universo Marvel tradizionale viaggiano sulla Terra dello Squadrone Supremo e liberano molte delle persone di quel pianeta dal dominio della Corona, nel corso del quale cadono anch'essi brevemente sotto la sua influenza. I Vendicatori portano poi la Corona del Serpente da quel mondo alternativo con sé sulla propria Terra, perdendola alla fine quando viene gettata nell'Oceano Pacifico dopo una battaglia con il Laser Vivente.
La Corona originale nativa di quella Terra viene poi trovata da Hugh Jones, che è ancora sotto il controllo di Set. Jones riesce anche a localizzare e recuperare la seconda Corona del Serpente dell'universo alternativo, che si fonde misticamente con la Corona originale per creare una nuova Corona del Serpente, identica nell'aspetto alle altre, sebbene ora possieda il potere combinato delle due Corone originali.
Usando questo potere, Jones prende quindi il controllo delle menti dell'intera popolazione di Washington, D.C., inclusa la maggior parte del governo federale degli Stati Uniti. Jones entra quindi in conflitto con un gruppo di supereroi tra cui la Cosa e Scarlet Witch. Scarlet ingaggia Set in una battaglia sul Piano Astrale, che consente alla Cosa di strappare la Corona dalla testa di Jones, recidendo il suo legame con Set. La Corona viene portata al Progetto PEGASUS, centro di ricerca energetica del governo degli Stati Uniti, per essere custodita al sicuro.
La Corona inizia a esercitare di nuovo l'influenza di Set al Progetto PEGASUS, controllando mentalmente lo staff del complesso e alla fine sopraffacendo la volontà di tutti coloro che vi lavorano. Questi lavoratori si mettono quindi a trasportare al Progetto altre Corone Serpente da dimensioni alternative, accumulando infine 777 di tali corone che vengono poi unite per creare una Corona gigante, che deve essere utilizzata per facilitare il ritorno di Set sulla Terra.
Prima che ciò accada, tuttavia, diversi supereroi, tra cui il Dottor Strange, l'Uomo Ragno, la Cosa e Scarlet intervengono per interrompere ancora una volta i piani di Set. I supereroi usano il Cubo Cosmico per distruggere l'enorme Corona e ridurla in polvere metallica, e Strange lancia un incantesimo che esorcizza Set dalla dimensione terrestre per sempre. Tuttavia, con la perdita temporanea di molti dei talismani magici di Strange, l'incantesimo che tiene lontana l'influenza di Set dalla Terra si indebolisce notevolmente.
Il sacerdote Deviante Ghaur, un discepolo di Set, e la sua alleata lemuriana Llyra, tentano di progettare il suo ritorno ancora una volta attraverso l'uso di un'altra gigantesca Corona del Serpente. Questa, tuttavia, è composta da elementi che la rendono indistruttibile. Riesce brevemente a riportare Set nella dimensione terrestre, poiché lo spirito del dio esiliato anima la Corona per un breve periodo, prima che venga sconfitto da Thor, Quasar (Wendell Vaughn), la Cosa e il Dottor Strange. La Corona viene spinta in una fessura sotterranea.
Più tardi, Ian McNee recupera la corona da Nagala. Nova viene inviato su Marte da Steve Rogers per investigare sull'interruzione delle operazioni minerarie della Roxxon Energy Corporation. Mentre fugge da aggressori sconosciuti, vola in una montagna artificiale, dove scopre, in cima a un'antica scalinata, un manufatto simile alla Corona del Serpente, chiamata "Corona di Spine". Nonostante gli avvertimenti di Worldmind, Nova indossa la corona. In seguito viene rimossa da Steve Rogers e portata via dal suo guardiano, l'Archon.

### Invasori e il Mare Omega
Namor il Sub-Mariner dichiara nuovamente guerra al mondo di superficie sotto l'influenza di un'allucinazione con le mentite spoglie di Thomas Machan, veterano di guerra caduto e suo caro amico.
Nel periodo in cui si credeva che Namor fosse amnesico, Charles Xavier lo contatta come parte di un tentativo di localizzare altri mutanti e cerca di alleviare la sua instabilità mentale usando il ricordo di un amico caduto per formare un costrutto psichico che funga da terapeuta. Questo invece catalizza le sue tendenze bipolari e avrebbe influenzato i suoi episodi più violenti per gli anni a venire. Nel corso dei decenni, Machan, come manifestazione della colpa e dell'inadeguatezza di Namor, avrebbe tentato di influenzare il suo ospite a intraprendere azioni più estreme, culminando in un complotto per trasformare tutti gli abitanti della superficie in Atlantidei. Machan avrebbe dato ordini privati alle truppe del re Atlantideo alle spalle del suo signore, bloccando la memoria di Namor riguardo agli incidenti successivi. Uno di questi ordini è l'acquisizione della Corona del Serpente, con il pretesto di usarla per proteggere la mente danneggiata di Namor. Namor usa i poteri della corona per nascondere psichicamente il fatto che la indossa, il che gli consente di sfuggire a un'imboscata della Donna Invisibile.
Dopo un'altra sanguinosa incursione dei mercenari Roxxon, Namor si ritrova sempre più frustrato dal sotterfugio di Machan. L'apparizione rivela le sue vere intenzioni usando il potere della corona per trasferirsi nel corpo del loro pupillo condiviso, Roman Peterson, mentre prende la Corona del Serpente per i propri scopi.
Machan, ora nel corpo di Roman, usa la corona come mezzo per comandare direttamente la Guardia Atlantidea, piuttosto che affidarsi all'autorità di Namor.
L'amalgama Machan/Romano utilizza la corona al massimo delle sue potenzialità mentre gli Invasori assediano il dispositivo atlantideo noto come Spear, un portale transmateria che aspira l'acqua da un mondo completamente acquatico verso la Terra sotto forma di pioggia battente, minacciando di allagare il mondo. Alla fine viene sconfitto dalle forze combinate degli Invasori e la corona viene in seguito confiscata da Namor.

## Altri media
La Corona del Serpente appare nell'episodio n. 31 di Avengers Assemble "Sotto la superficie". La consigliera principale di Attuma, Lady Zartra, progetta di usare la Corona del Serpente per liberare il proprio gruppo dalla sua tirannia, ma a seguito di un malinteso tra i Vendicatori e il gruppo di Zartra, Attuma ottiene la Corona e scatena Giganto su entrambi i gruppi. Usando una speciale freccia sonora, Occhio di Falco disabilita il controllo della Corona su Giganto, prendendo l'artefatto sotto la custodia dei Vendicatori.

### Fonti consultate
- (EN)  Set (Marvunapp)
- (EN)  Serpent Crown presso la Marvel Directory
- (EN)  The Unofficial Handbook of Marvel Comics Creators